# De tijdpoort
De tijdpoort (Engels: By His Bootstraps) is een kort verhaal uit 1941 van de Amerikaanse schrijver Robert A. Heinlein. Het thema is tijdreizen en de verschillende hierbij betrokken paradoxen, waaronder de ontologische, de predestinatie- en de grootvaderparadox. Het verhaal was voor het eerst te lezen in Astounding Science Fiction editie oktober 1941. Daarna verscheen het in een aantal verzamelbundels zoals The menace from Earth.

## Het verhaal
Bob Wilson zit op zijn kamertje zijn proefschrift over tijdreizen te schrijven en zich te bedrinken. Hij is al behoorlijk dronken, wanneer hij een stem hoort zeggen dat hij geen moeite moet doen omdat het allemaal maar onzin is. Een vreemdeling staat opeens in zijn kamer, en stelt zich voor als Joe. Joe zegt dat hij uit een tijdportaal komt, van duizenden jaren in de toekomst. Hij probeert Bob ervan te overtuigen dat hij het portaal door moet, naar de toekomst. Joe bewijst dat het portaal echt is door Bobs hoed erdoor te gooien. De hoed verdwijnt.
Dan verschijnt een derde man, die Bob ervan probeert te overtuigen vooral niet door het portaal te gaan. Deze man en Joe beginnen te vechten, en Bob ontvangt een vuistslag waardoor hij door het portaal valt.
Bob komt terecht in een vreemd gebouw en wordt ontvangen door een grijze bebaarde man die zich voorstelt als Diktor. Diktor legt hem uit dat hij 36.000 jaar in de toekomst is. Bob wordt getrakteerd op een maaltijd geserveerd door bloedmooie vrouwen, maar Diktor legt hem uit dat de mensen, hoewel lichamelijk mooier, hun eigen wil hebben verloren. Ruimtewezens hebben de Aarde overvallen en de mensheid met een of andere machine veranderd in gehoorzame slaven. De enige die een eigen wil heeft en in staat is beslissingen te nemen, is Diktor zelf, waardoor hij ook meteen leider is. De ruimtewezens hebben wel hun technologie achtergelaten, waaronder de tijdmachine.
Diktor vraagt Bob terug te gaan door het portaal en de persoon op te halen die hij aan de andere kant aantreft. Dat blijkt hij zelf te zijn, want het portaal leidt naar zijn kamer waar hij op zijn proefschrift zit te ploeteren. Bob noemt zichzelf Joe om de eerdere versie van hemzelf niet te verwarren, en probeert deze te overtuigen door het portaal te gaan. De derde man verschijnt, en de vechtpartij herhaalt zich, waarbij de eerste versie van Bob door het portaal wordt geslagen. De derde man, ook een versie van Bob zelf, legt Bob uit dat Diktor een spelletje met hem speelt, en dat hij zich daar niet voor moet lenen. Toch gaat Bob opnieuw het portaal in, terug naar Diktor.
Diktor geeft hem nu een hele lijst mee met dingen die hij uit het verleden moet halen, met name boeken. Bob raakt nu geïrriteerd, maar gaat toch terug. Hij belandt opnieuw in zijn kamer waar hij de eerdere versies van zichzelf aantreft: de dronken Bob die aan het proefschrift werkt, en 'Joe' die hem probeert de overtuigen het portaal door te gaan. Bob meent dat Diktor een spelletje met hem speelt en probeert te verhinderen dat zijn eerdere versie door het portaal gaat. Dit leidt tot de inmiddels overbekende vechtpartij met Joe waardoor de eerste versie van Bob toch naar de toekomst verdwijnt, en de discussie waarna ook de tweede versie het portaal door gaat.
Hij verzamelt alle zaken van Diktors lijst, boeken over leiderschap en een platenspeler met platen. Maar dit doet hij niet meer voor Diktor maar voor zichzelf. Bob realiseert zich dat hij een lui leventje als koning over een land met willoze slaven kan hebben, als hij het goed aanpakt. Waarom boodschappenjongen spelen voor Diktor als hij diens plaats kan innemen? Bob reist met zijn verzameling naar de toekomst, waar hij Diktor niet aantreft. Hij maakt gebruik van die situatie en stelt de tijdmachine, die zeer makkelijk te bedienen is, in op dezelfde plaats 10 jaar geleden, hopelijk ruim voor de machtsovername door Diktor. Verder vindt Bob bij de tijdmachine zijn hoed en een woordenlijst met Engelse vertalingen van de taal die de mensen in de toekomst spreken.
Bob gaat 10 jaar terug in de tijd, installeert zich in het paleis als leider en neemt de macht over het land in handen. Hij probeert met de tijdmachine te spelen om een glimp op te vangen van zijn makers, maar hij schrikt hier zo van dat zijn haar direct grijs wordt. Sowieso veroudert hij snel, want een land regeren is een zware taak. Dan, op een dag, vindt Bob een oude hoed en kort daarna valt een jongere versie van hemzelf door het portaal. Bob realiseert zich dat de cirkel rond is: hij is zelf Diktor, wat niets anders is dan het woord voor 'leider' in de toekomsttaal. Nu moet hij zijn toekomst verzekeren door de jongere versie van zichzelf te instrueren...